# Jukjeon-dong, Yongin
Jukjeon-dong (koreanska: 죽전동) är en stadsdel i staden Yongin i provinsen Gyeonggi, i den nordvästra delen av Sydkorea, 30 km söder om huvudstaden Seoul. Den ligger i stadsdistriktet Suji-gu.

## Indelning
Administrativt är Jukjeon-dong indelat i:
| Namn    | Namn               | Yta km² | Invånare 31 dec 2020 |
| ------- | ------------------ | ------- | -------------------- |
| 죽전1동 | Jukjeon 1(il)-dong | 3,09    | 57 750               |
| 죽전2동 | Jukjeon 2(i)-dong  | 2,44    | 18 632               |